# 1987年のワールドシリーズ
1987年の野球において、メジャーリーグベースボール（MLB）優勝決定戦の第84回ワールドシリーズ（84th World Series）は、10月17日から25日にかけて計7試合が開催された。その結果、ミネソタ・ツインズ（アメリカンリーグ）がセントルイス・カージナルス（ナショナルリーグ）を4勝3敗で下し、63年ぶり2回目の優勝を果たした。
両チームの対戦はシリーズ史上初めて。今シリーズは、全試合で本拠地球団が勝利するという史上初の展開をたどった。ツインズは、前回のシリーズ優勝時はワシントンD.C.を本拠地都市とする "ワシントン・セネターズ" として活動しており、ミネソタ州に移転してツインズとなってからは27年目で初めての優勝となる。北米4大プロスポーツリーグにおいてミネソタ州を本拠地とするチームが優勝するのは、1954年にバスケットボール・NBAでミネアポリス・レイカーズがワールドチャンピオンシップシリーズ（ファイナル）を制して以来のことだった。シリーズMVPには、第1戦と最終第7戦で先発勝利を挙げるなど、3試合19.1イニングで2勝1敗・防御率3.72という成績を残したツインズのフランク・バイオーラが選出された。

## 試合結果
1987年のワールドシリーズは10月17日に開幕し、途中に移動日を挟んで9日間で7試合が行われた。日程・結果は以下の通り。
| 日付                                               | 試合  | ビジター球団（先攻）       | スコア | ホーム球団（後攻）         | 開催球場                                   | 開催球場                                                         |
| -------------------------------------------------- | ----- | -------------------------- | ------ | -------------------------- | ------------------------------------------ | ---------------------------------------------------------------- |
| 10月17日（土）                                     | 第1戦 | セントルイス・カージナルス | 1－10  | ミネソタ・ツインズ         | ヒューバート・H・ ハンフリー・メトロドーム | ヒューバート・H・ · ハンフリー・メトロドームブッシュ・スタジアム |
| 10月18日（日）                                     | 第2戦 | セントルイス・カージナルス | 4－8   | ミネソタ・ツインズ         | ヒューバート・H・ ハンフリー・メトロドーム | ヒューバート・H・ · ハンフリー・メトロドームブッシュ・スタジアム |
| 10月19日（月）                                     |       | 移動日                     | 移動日 | 移動日                     |                                            | ヒューバート・H・ · ハンフリー・メトロドームブッシュ・スタジアム |
| 10月20日（火）                                     | 第3戦 | ミネソタ・ツインズ         | 1－3   | セントルイス・カージナルス | ブッシュ・スタジアム                       | ヒューバート・H・ · ハンフリー・メトロドームブッシュ・スタジアム |
| 10月21日（水）                                     | 第4戦 | ミネソタ・ツインズ         | 2－7   | セントルイス・カージナルス | ブッシュ・スタジアム                       | ヒューバート・H・ · ハンフリー・メトロドームブッシュ・スタジアム |
| 10月22日（木）                                     | 第5戦 | ミネソタ・ツインズ         | 2－4   | セントルイス・カージナルス | ブッシュ・スタジアム                       | ヒューバート・H・ · ハンフリー・メトロドームブッシュ・スタジアム |
| 10月23日（金）                                     |       | 移動日                     | 移動日 | 移動日                     |                                            | ヒューバート・H・ · ハンフリー・メトロドームブッシュ・スタジアム |
| 10月24日（土）                                     | 第6戦 | セントルイス・カージナルス | 5－11  | ミネソタ・ツインズ         | ヒューバート・H・ ハンフリー・メトロドーム | ヒューバート・H・ · ハンフリー・メトロドームブッシュ・スタジアム |
| 10月25日（日）                                     | 第7戦 | セントルイス・カージナルス | 2－4   | ミネソタ・ツインズ         | ヒューバート・H・ ハンフリー・メトロドーム | ヒューバート・H・ · ハンフリー・メトロドームブッシュ・スタジアム |
| 優勝：ミネソタ・ツインズ（4勝3敗 / 63年ぶり2度目） |       |                            |        |                            |                                            | ヒューバート・H・ · ハンフリー・メトロドームブッシュ・スタジアム |

### 第1戦 10月17日
- ヒューバート・H・ハンフリー・メトロドーム（ミネソタ州ミネアポリス）

|                            | 1 | 2 | 3 | 4 | 5 | 6 | 7 | 8 | 9 | R  | H  | E |
| -------------------------- | - | - | - | - | - | - | - | - | - | -- | -- | - |
| セントルイス・カージナルス | 0 | 1 | 0 | 0 | 0 | 0 | 0 | 0 | 0 | 1  | 5  | 1 |
| ミネソタ・ツインズ         | 0 | 0 | 0 | 7 | 2 | 0 | 1 | 0 | X | 10 | 11 | 0 |

1. 勝利：フランク・バイオーラ（1勝）
2. 敗戦：ジョー・マグレーン（1敗）
3. 本塁打
MIN：ダン・グラッデン1号満塁、スティーブ・ロンバードージー1号2ラン
4. 審判
［球審］デーブ・フィリップス（AL）
［塁審］一塁: リー・ウェイヤー（NL）、二塁: グレッグ・コスク（AL）、三塁: ジョン・マクシェリー（NL）
［外審］左翼: ケン・カイザー（AL）、右翼: テリー・テイタ（NL）
5. 試合開始時刻: 中部夏時間（UTC-5）午後7時35分  試合時間: 2時間39分  観客: 5万5171人
詳細: Baseball-Reference.com

| セントルイス・カージナルス | セントルイス・カージナルス | セントルイス・カージナルス | セントルイス・カージナルス | セントルイス・カージナルス                                                                                         | ミネソタ・ツインズ | ミネソタ・ツインズ | ミネソタ・ツインズ  | ミネソタ・ツインズ | ミネソタ・ツインズ |
| -------------------------- | -------------------------- | -------------------------- | -------------------------- | --- | ------------------ | ------------------ | ------------------- | ------------------ | --- |
| 打順                       | 守備                       | 選手                       | 打席                       | J・マグレーンT・ペーニャJ・リンドマンT・ハーT・ローレスO・スミスV・コールマンW・マギーJ・オケンドーT・パグノッツィ | 打順               | 守備               | 選手                | 打席               | F・バイオーラT・ロードナーK・ハーベックS・ロンバー · ドージーG・ガイエティG・ギャグニーD・グラッデンK・パケットT・ブラナン · スキーD・ベイラー |
| 1                          | 左                         | V・コールマン              | 両                         | J・マグレーンT・ペーニャJ・リンドマンT・ハーT・ローレスO・スミスV・コールマンW・マギーJ・オケンドーT・パグノッツィ | 1                  | 左                 | D・グラッデン       | 右                 | F・バイオーラT・ロードナーK・ハーベックS・ロンバー · ドージーG・ガイエティG・ギャグニーD・グラッデンK・パケットT・ブラナン · スキーD・ベイラー |
| 2                          | 遊                         | O・スミス                  | 両                         | J・マグレーンT・ペーニャJ・リンドマンT・ハーT・ローレスO・スミスV・コールマンW・マギーJ・オケンドーT・パグノッツィ | 2                  | 遊                 | G・ギャグニー       | 右                 | F・バイオーラT・ロードナーK・ハーベックS・ロンバー · ドージーG・ガイエティG・ギャグニーD・グラッデンK・パケットT・ブラナン · スキーD・ベイラー |
| 3                          | 二                         | T・ハー                    | 両                         | J・マグレーンT・ペーニャJ・リンドマンT・ハーT・ローレスO・スミスV・コールマンW・マギーJ・オケンドーT・パグノッツィ | 3                  | 中                 | K・パケット         | 右                 | F・バイオーラT・ロードナーK・ハーベックS・ロンバー · ドージーG・ガイエティG・ギャグニーD・グラッデンK・パケットT・ブラナン · スキーD・ベイラー |
| 4                          | 一                         | J・リンドマン              | 右                         | J・マグレーンT・ペーニャJ・リンドマンT・ハーT・ローレスO・スミスV・コールマンW・マギーJ・オケンドーT・パグノッツィ | 4                  | 三                 | G・ガイエティ       | 右                 | F・バイオーラT・ロードナーK・ハーベックS・ロンバー · ドージーG・ガイエティG・ギャグニーD・グラッデンK・パケットT・ブラナン · スキーD・ベイラー |
| 5                          | 中                         | W・マギー                  | 両                         | J・マグレーンT・ペーニャJ・リンドマンT・ハーT・ローレスO・スミスV・コールマンW・マギーJ・オケンドーT・パグノッツィ | 5                  | DH                 | D・ベイラー         | 右                 | F・バイオーラT・ロードナーK・ハーベックS・ロンバー · ドージーG・ガイエティG・ギャグニーD・グラッデンK・パケットT・ブラナン · スキーD・ベイラー |
| 6                          | 捕                         | T・ペーニャ                | 右                         | J・マグレーンT・ペーニャJ・リンドマンT・ハーT・ローレスO・スミスV・コールマンW・マギーJ・オケンドーT・パグノッツィ | 6                  | 右                 | T・ブラナンスキー   | 右                 | F・バイオーラT・ロードナーK・ハーベックS・ロンバー · ドージーG・ガイエティG・ギャグニーD・グラッデンK・パケットT・ブラナン · スキーD・ベイラー |
| 7                          | 右                         | J・オケンドー              | 両                         | J・マグレーンT・ペーニャJ・リンドマンT・ハーT・ローレスO・スミスV・コールマンW・マギーJ・オケンドーT・パグノッツィ | 7                  | 一                 | K・ハーベック       | 左                 | F・バイオーラT・ロードナーK・ハーベックS・ロンバー · ドージーG・ガイエティG・ギャグニーD・グラッデンK・パケットT・ブラナン · スキーD・ベイラー |
| 8                          | DH                         | T・パグノッツィ            | 右                         | J・マグレーンT・ペーニャJ・リンドマンT・ハーT・ローレスO・スミスV・コールマンW・マギーJ・オケンドーT・パグノッツィ | 8                  | 二                 | S・ロンバードージー | 右                 | F・バイオーラT・ロードナーK・ハーベックS・ロンバー · ドージーG・ガイエティG・ギャグニーD・グラッデンK・パケットT・ブラナン · スキーD・ベイラー |
| 9                          | 三                         | T・ローレス                | 右                         | J・マグレーンT・ペーニャJ・リンドマンT・ハーT・ローレスO・スミスV・コールマンW・マギーJ・オケンドーT・パグノッツィ | 9                  | 捕                 | T・ロードナー       | 右                 | F・バイオーラT・ロードナーK・ハーベックS・ロンバー · ドージーG・ガイエティG・ギャグニーD・グラッデンK・パケットT・ブラナン · スキーD・ベイラー |
| 先発投手                   | 先発投手                   | 先発投手                   | 投球                       | J・マグレーンT・ペーニャJ・リンドマンT・ハーT・ローレスO・スミスV・コールマンW・マギーJ・オケンドーT・パグノッツィ | 先発投手           | 先発投手           | 先発投手            | 投球               | F・バイオーラT・ロードナーK・ハーベックS・ロンバー · ドージーG・ガイエティG・ギャグニーD・グラッデンK・パケットT・ブラナン · スキーD・ベイラー |
| J・マグレーン              | J・マグレーン              | J・マグレーン              | 左                         | J・マグレーンT・ペーニャJ・リンドマンT・ハーT・ローレスO・スミスV・コールマンW・マギーJ・オケンドーT・パグノッツィ | F・バイオーラ      | F・バイオーラ      | F・バイオーラ       | 左                 | F・バイオーラT・ロードナーK・ハーベックS・ロンバー · ドージーG・ガイエティG・ギャグニーD・グラッデンK・パケットT・ブラナン · スキーD・ベイラー |

### 第2戦 10月18日
- ヒューバート・H・ハンフリー・メトロドーム（ミネソタ州ミネアポリス）

|                            | 1 | 2 | 3 | 4 | 5 | 6 | 7 | 8 | 9 | R | H  | E |
| -------------------------- | - | - | - | - | - | - | - | - | - | - | -- | - |
| セントルイス・カージナルス | 0 | 0 | 0 | 0 | 1 | 0 | 1 | 2 | 0 | 4 | 9  | 0 |
| ミネソタ・ツインズ         | 0 | 1 | 0 | 6 | 0 | 1 | 0 | 0 | X | 8 | 10 | 0 |

1. 勝利：バート・ブライレブン（1勝）
2. 敗戦：ダニー・コックス（1敗）
3. 本塁打
MIN：ゲイリー・ガイエティ1号ソロ、ティム・ロードナー1号ソロ
4. 審判
［球審］リー・ウェイヤー（NL）
［塁審］一塁: グレッグ・コスク（AL）、二塁: ジョン・マクシェリー（NL）、三塁: ケン・カイザー（AL）
［外審］左翼: テリー・テイタ（NL）、右翼: デーブ・フィリップス（AL）
5. 試合開始時刻: 中部夏時間（UTC-5）午後8時25分  試合時間: 2時間42分  観客: 5万5257人
詳細: Baseball-Reference.com

| セントルイス・カージナルス | セントルイス・カージナルス | セントルイス・カージナルス | セントルイス・カージナルス | セントルイス・カージナルス                                                                                       | ミネソタ・ツインズ | ミネソタ・ツインズ | ミネソタ・ツインズ  | ミネソタ・ツインズ | ミネソタ・ツインズ |
| -------------------------- | -------------------------- | -------------------------- | -------------------------- | --- | ------------------ | ------------------ | ------------------- | ------------------ | --- |
| 打順                       | 守備                       | 選手                       | 打席                       | D・コックスT・ペーニャD・ドリーセンT・ハーJ・オケンドーO・スミスV・コールマンW・マギーC・フォードT・ペンドルトン | 打順               | 守備               | 選手                | 打席               | B・ブライレブンT・ロードナーK・ハーベックS・ロンバー · ドージーG・ガイエティG・ギャグニーD・グラッデンK・パケットT・ブラナン · スキーR・ブッシュ |
| 1                          | 左                         | V・コールマン              | 両                         | D・コックスT・ペーニャD・ドリーセンT・ハーJ・オケンドーO・スミスV・コールマンW・マギーC・フォードT・ペンドルトン | 1                  | 左                 | D・グラッデン       | 右                 | B・ブライレブンT・ロードナーK・ハーベックS・ロンバー · ドージーG・ガイエティG・ギャグニーD・グラッデンK・パケットT・ブラナン · スキーR・ブッシュ |
| 2                          | 遊                         | O・スミス                  | 両                         | D・コックスT・ペーニャD・ドリーセンT・ハーJ・オケンドーO・スミスV・コールマンW・マギーC・フォードT・ペンドルトン | 2                  | 遊                 | G・ギャグニー       | 右                 | B・ブライレブンT・ロードナーK・ハーベックS・ロンバー · ドージーG・ガイエティG・ギャグニーD・グラッデンK・パケットT・ブラナン · スキーR・ブッシュ |
| 3                          | 二                         | T・ハー                    | 両                         | D・コックスT・ペーニャD・ドリーセンT・ハーJ・オケンドーO・スミスV・コールマンW・マギーC・フォードT・ペンドルトン | 3                  | 中                 | K・パケット         | 右                 | B・ブライレブンT・ロードナーK・ハーベックS・ロンバー · ドージーG・ガイエティG・ギャグニーD・グラッデンK・パケットT・ブラナン · スキーR・ブッシュ |
| 4                          | 一                         | D・ドリーセン              | 左                         | D・コックスT・ペーニャD・ドリーセンT・ハーJ・オケンドーO・スミスV・コールマンW・マギーC・フォードT・ペンドルトン | 4                  | 一                 | K・ハーベック       | 左                 | B・ブライレブンT・ロードナーK・ハーベックS・ロンバー · ドージーG・ガイエティG・ギャグニーD・グラッデンK・パケットT・ブラナン · スキーR・ブッシュ |
| 5                          | 中                         | W・マギー                  | 両                         | D・コックスT・ペーニャD・ドリーセンT・ハーJ・オケンドーO・スミスV・コールマンW・マギーC・フォードT・ペンドルトン | 5                  | 三                 | G・ガイエティ       | 右                 | B・ブライレブンT・ロードナーK・ハーベックS・ロンバー · ドージーG・ガイエティG・ギャグニーD・グラッデンK・パケットT・ブラナン · スキーR・ブッシュ |
| 6                          | DH                         | T・ペンドルトン            | 両                         | D・コックスT・ペーニャD・ドリーセンT・ハーJ・オケンドーO・スミスV・コールマンW・マギーC・フォードT・ペンドルトン | 6                  | DH                 | R・ブッシュ         | 左                 | B・ブライレブンT・ロードナーK・ハーベックS・ロンバー · ドージーG・ガイエティG・ギャグニーD・グラッデンK・パケットT・ブラナン · スキーR・ブッシュ |
| 7                          | 右                         | C・フォード                | 右                         | D・コックスT・ペーニャD・ドリーセンT・ハーJ・オケンドーO・スミスV・コールマンW・マギーC・フォードT・ペンドルトン | 7                  | 右                 | T・ブラナンスキー   | 右                 | B・ブライレブンT・ロードナーK・ハーベックS・ロンバー · ドージーG・ガイエティG・ギャグニーD・グラッデンK・パケットT・ブラナン · スキーR・ブッシュ |
| 8                          | 三                         | J・オケンドー              | 両                         | D・コックスT・ペーニャD・ドリーセンT・ハーJ・オケンドーO・スミスV・コールマンW・マギーC・フォードT・ペンドルトン | 8                  | 二                 | S・ロンバードージー | 右                 | B・ブライレブンT・ロードナーK・ハーベックS・ロンバー · ドージーG・ガイエティG・ギャグニーD・グラッデンK・パケットT・ブラナン · スキーR・ブッシュ |
| 9                          | 捕                         | T・ペーニャ                | 右                         | D・コックスT・ペーニャD・ドリーセンT・ハーJ・オケンドーO・スミスV・コールマンW・マギーC・フォードT・ペンドルトン | 9                  | 捕                 | T・ロードナー       | 右                 | B・ブライレブンT・ロードナーK・ハーベックS・ロンバー · ドージーG・ガイエティG・ギャグニーD・グラッデンK・パケットT・ブラナン · スキーR・ブッシュ |
| 先発投手                   | 先発投手                   | 先発投手                   | 投球                       | D・コックスT・ペーニャD・ドリーセンT・ハーJ・オケンドーO・スミスV・コールマンW・マギーC・フォードT・ペンドルトン | 先発投手           | 先発投手           | 先発投手            | 投球               | B・ブライレブンT・ロードナーK・ハーベックS・ロンバー · ドージーG・ガイエティG・ギャグニーD・グラッデンK・パケットT・ブラナン · スキーR・ブッシュ |
| D・コックス                | D・コックス                | D・コックス                | 右                         | D・コックスT・ペーニャD・ドリーセンT・ハーJ・オケンドーO・スミスV・コールマンW・マギーC・フォードT・ペンドルトン | B・ブライレブン    | B・ブライレブン    | B・ブライレブン     | 右                 | B・ブライレブンT・ロードナーK・ハーベックS・ロンバー · ドージーG・ガイエティG・ギャグニーD・グラッデンK・パケットT・ブラナン · スキーR・ブッシュ |

### 第3戦 10月20日
- ブッシュ・スタジアム（ミズーリ州セントルイス）

|                            | 1 | 2 | 3 | 4 | 5 | 6 | 7 | 8 | 9 | R | H | E |
| -------------------------- | - | - | - | - | - | - | - | - | - | - | - | - |
| ミネソタ・ツインズ         | 0 | 0 | 0 | 0 | 0 | 1 | 0 | 0 | 0 | 1 | 5 | 1 |
| セントルイス・カージナルス | 0 | 0 | 0 | 0 | 0 | 0 | 3 | 0 | X | 3 | 9 | 1 |

1. 勝利：ジョン・テューダー（1勝）
2. セーブ：トッド・ウォーレル（1S）
3. 敗戦：フアン・ベレンガー（1敗）
4. 審判
［球審］グレッグ・コスク（AL）
［塁審］一塁: ジョン・マクシェリー（NL）、二塁: ケン・カイザー（AL）、三塁: テリー・テイタ（NL）
［外審］左翼: デーブ・フィリップス（AL）、右翼: リー・ウェイヤー（NL）
5. 試合開始時刻: 中部夏時間（UTC-5）午後7時33分  試合時間: 2時間45分  観客: 5万5347人
詳細: Baseball-Reference.com

| ミネソタ・ツインズ | ミネソタ・ツインズ | ミネソタ・ツインズ  | ミネソタ・ツインズ | ミネソタ・ツインズ | セントルイス・カージナルス | セントルイス・カージナルス | セントルイス・カージナルス | セントルイス・カージナルス | セントルイス・カージナルス                                                                                  |
| ------------------ | ------------------ | ------------------- | ------------------ | --- | -------------------------- | -------------------------- | -------------------------- | -------------------------- | --- |
| 打順               | 守備               | 選手                | 打席               | L・ストレイカーT・ロードナーK・ハーベックS・ロンバー · ドージーG・ガイエティG・ギャグニーD・グラッデンK・パケットT・ブラナン · スキー（なし） | 打順                       | 守備                       | 選手                       | 打席                       | J・テューダーT・ペーニャD・ドリーセンT・ハーJ・オケンドーO・スミスV・コールマンW・マギーC・フォード（なし） |
| 1                  | 左                 | D・グラッデン       | 右                 | L・ストレイカーT・ロードナーK・ハーベックS・ロンバー · ドージーG・ガイエティG・ギャグニーD・グラッデンK・パケットT・ブラナン · スキー（なし） | 1                          | 左                         | V・コールマン              | 両                         | J・テューダーT・ペーニャD・ドリーセンT・ハーJ・オケンドーO・スミスV・コールマンW・マギーC・フォード（なし） |
| 2                  | 遊                 | G・ギャグニー       | 右                 | L・ストレイカーT・ロードナーK・ハーベックS・ロンバー · ドージーG・ガイエティG・ギャグニーD・グラッデンK・パケットT・ブラナン · スキー（なし） | 2                          | 遊                         | O・スミス                  | 両                         | J・テューダーT・ペーニャD・ドリーセンT・ハーJ・オケンドーO・スミスV・コールマンW・マギーC・フォード（なし） |
| 3                  | 中                 | K・パケット         | 右                 | L・ストレイカーT・ロードナーK・ハーベックS・ロンバー · ドージーG・ガイエティG・ギャグニーD・グラッデンK・パケットT・ブラナン · スキー（なし） | 3                          | 二                         | T・ハー                    | 両                         | J・テューダーT・ペーニャD・ドリーセンT・ハーJ・オケンドーO・スミスV・コールマンW・マギーC・フォード（なし） |
| 4                  | 三                 | G・ガイエティ       | 右                 | L・ストレイカーT・ロードナーK・ハーベックS・ロンバー · ドージーG・ガイエティG・ギャグニーD・グラッデンK・パケットT・ブラナン · スキー（なし） | 4                          | 一                         | D・ドリーセン              | 左                         | J・テューダーT・ペーニャD・ドリーセンT・ハーJ・オケンドーO・スミスV・コールマンW・マギーC・フォード（なし） |
| 5                  | 右                 | T・ブラナンスキー   | 右                 | L・ストレイカーT・ロードナーK・ハーベックS・ロンバー · ドージーG・ガイエティG・ギャグニーD・グラッデンK・パケットT・ブラナン · スキー（なし） | 5                          | 中                         | W・マギー                  | 両                         | J・テューダーT・ペーニャD・ドリーセンT・ハーJ・オケンドーO・スミスV・コールマンW・マギーC・フォード（なし） |
| 6                  | 一                 | K・ハーベック       | 左                 | L・ストレイカーT・ロードナーK・ハーベックS・ロンバー · ドージーG・ガイエティG・ギャグニーD・グラッデンK・パケットT・ブラナン · スキー（なし） | 6                          | 右                         | C・フォード                | 左                         | J・テューダーT・ペーニャD・ドリーセンT・ハーJ・オケンドーO・スミスV・コールマンW・マギーC・フォード（なし） |
| 7                  | 捕                 | T・ロードナー       | 右                 | L・ストレイカーT・ロードナーK・ハーベックS・ロンバー · ドージーG・ガイエティG・ギャグニーD・グラッデンK・パケットT・ブラナン · スキー（なし） | 7                          | 三                         | J・オケンドー              | 両                         | J・テューダーT・ペーニャD・ドリーセンT・ハーJ・オケンドーO・スミスV・コールマンW・マギーC・フォード（なし） |
| 8                  | 二                 | S・ロンバードージー | 右                 | L・ストレイカーT・ロードナーK・ハーベックS・ロンバー · ドージーG・ガイエティG・ギャグニーD・グラッデンK・パケットT・ブラナン · スキー（なし） | 8                          | 捕                         | T・ペーニャ                | 右                         | J・テューダーT・ペーニャD・ドリーセンT・ハーJ・オケンドーO・スミスV・コールマンW・マギーC・フォード（なし） |
| 9                  | 投                 | L・ストレイカー     | 右                 | L・ストレイカーT・ロードナーK・ハーベックS・ロンバー · ドージーG・ガイエティG・ギャグニーD・グラッデンK・パケットT・ブラナン · スキー（なし） | 9                          | 投                         | J・テューダー              | 左                         | J・テューダーT・ペーニャD・ドリーセンT・ハーJ・オケンドーO・スミスV・コールマンW・マギーC・フォード（なし） |
| 先発投手           | 先発投手           | 先発投手            | 投球               | L・ストレイカーT・ロードナーK・ハーベックS・ロンバー · ドージーG・ガイエティG・ギャグニーD・グラッデンK・パケットT・ブラナン · スキー（なし） | 先発投手                   | 先発投手                   | 先発投手                   | 投球                       | J・テューダーT・ペーニャD・ドリーセンT・ハーJ・オケンドーO・スミスV・コールマンW・マギーC・フォード（なし） |
| L・ストレイカー    | L・ストレイカー    | L・ストレイカー     | 右                 | L・ストレイカーT・ロードナーK・ハーベックS・ロンバー · ドージーG・ガイエティG・ギャグニーD・グラッデンK・パケットT・ブラナン · スキー（なし） | J・テューダー              | J・テューダー              | J・テューダー              | 左                         | J・テューダーT・ペーニャD・ドリーセンT・ハーJ・オケンドーO・スミスV・コールマンW・マギーC・フォード（なし） |

### 第4戦 10月21日
- ブッシュ・スタジアム（ミズーリ州セントルイス）

|                            | 1 | 2 | 3 | 4 | 5 | 6 | 7 | 8 | 9 | R | H  | E |
| -------------------------- | - | - | - | - | - | - | - | - | - | - | -- | - |
| ミネソタ・ツインズ         | 0 | 0 | 1 | 0 | 1 | 0 | 0 | 0 | 0 | 2 | 7  | 1 |
| セントルイス・カージナルス | 0 | 0 | 1 | 6 | 0 | 0 | 0 | 0 | X | 7 | 10 | 1 |

1. 勝利：ボブ・フォーシュ（1勝）
2. セーブ：ケン・デイリー（1S）
3. 敗戦：フランク・バイオーラ（1勝1敗）
4. 本塁打
MIN：グレッグ・ギャグニー1号ソロ
STL：トム・ローレス1号3ラン
5. 審判
［球審］ジョン・マクシェリー（NL）
［塁審］一塁: ケン・カイザー（AL）、二塁: テリー・テイタ（NL）、三塁: デーブ・フィリップス（AL）
［外審］左翼: リー・ウェイヤー（NL）、右翼: グレッグ・コスク（AL）
6. 試合開始時刻: 中部夏時間（UTC-5）午後7時29分  試合時間: 3時間11分  観客: 5万5347人  気温: 47°F（8.3°C）
詳細: Baseball-Reference.com

| ミネソタ・ツインズ | ミネソタ・ツインズ | ミネソタ・ツインズ | ミネソタ・ツインズ | ミネソタ・ツインズ | セントルイス・カージナルス | セントルイス・カージナルス | セントルイス・カージナルス | セントルイス・カージナルス | セントルイス・カージナルス                                                                                  |
| ------------------ | ------------------ | ------------------ | ------------------ | --- | -------------------------- | -------------------------- | -------------------------- | -------------------------- | --- |
| 打順               | 守備               | 選手               | 打席               | F・バイオーラT・ロードナーK・ハーベックA・ニューマンG・ガイエティG・ギャグニーD・グラッデンK・パケットT・ブラナン · スキー（なし） | 打順                       | 守備                       | 選手                       | 打席                       | G・マシューズT・ペーニャJ・リンドマンT・ハーT・ローレスO・スミスV・コールマンW・マギーJ・オケンドー（なし） |
| 1                  | 左                 | D・グラッデン      | 右                 | F・バイオーラT・ロードナーK・ハーベックA・ニューマンG・ガイエティG・ギャグニーD・グラッデンK・パケットT・ブラナン · スキー（なし） | 1                          | 左                         | V・コールマン              | 両                         | G・マシューズT・ペーニャJ・リンドマンT・ハーT・ローレスO・スミスV・コールマンW・マギーJ・オケンドー（なし） |
| 2                  | 二                 | A・ニューマン      | 両                 | F・バイオーラT・ロードナーK・ハーベックA・ニューマンG・ガイエティG・ギャグニーD・グラッデンK・パケットT・ブラナン · スキー（なし） | 2                          | 遊                         | O・スミス                  | 両                         | G・マシューズT・ペーニャJ・リンドマンT・ハーT・ローレスO・スミスV・コールマンW・マギーJ・オケンドー（なし） |
| 3                  | 中                 | K・パケット        | 右                 | F・バイオーラT・ロードナーK・ハーベックA・ニューマンG・ガイエティG・ギャグニーD・グラッデンK・パケットT・ブラナン · スキー（なし） | 3                          | 二                         | T・ハー                    | 両                         | G・マシューズT・ペーニャJ・リンドマンT・ハーT・ローレスO・スミスV・コールマンW・マギーJ・オケンドー（なし） |
| 4                  | 三                 | G・ガイエティ      | 右                 | F・バイオーラT・ロードナーK・ハーベックA・ニューマンG・ガイエティG・ギャグニーD・グラッデンK・パケットT・ブラナン · スキー（なし） | 4                          | 一                         | J・リンドマン              | 右                         | G・マシューズT・ペーニャJ・リンドマンT・ハーT・ローレスO・スミスV・コールマンW・マギーJ・オケンドー（なし） |
| 5                  | 右                 | T・ブラナンスキー  | 右                 | F・バイオーラT・ロードナーK・ハーベックA・ニューマンG・ガイエティG・ギャグニーD・グラッデンK・パケットT・ブラナン · スキー（なし） | 5                          | 中                         | W・マギー                  | 両                         | G・マシューズT・ペーニャJ・リンドマンT・ハーT・ローレスO・スミスV・コールマンW・マギーJ・オケンドー（なし） |
| 6                  | 一                 | K・ハーベック      | 左                 | F・バイオーラT・ロードナーK・ハーベックA・ニューマンG・ガイエティG・ギャグニーD・グラッデンK・パケットT・ブラナン · スキー（なし） | 6                          | 捕                         | T・ペーニャ                | 右                         | G・マシューズT・ペーニャJ・リンドマンT・ハーT・ローレスO・スミスV・コールマンW・マギーJ・オケンドー（なし） |
| 7                  | 捕                 | T・ロードナー      | 右                 | F・バイオーラT・ロードナーK・ハーベックA・ニューマンG・ガイエティG・ギャグニーD・グラッデンK・パケットT・ブラナン · スキー（なし） | 7                          | 右                         | J・オケンドー              | 両                         | G・マシューズT・ペーニャJ・リンドマンT・ハーT・ローレスO・スミスV・コールマンW・マギーJ・オケンドー（なし） |
| 8                  | 遊                 | G・ギャグニー      | 右                 | F・バイオーラT・ロードナーK・ハーベックA・ニューマンG・ガイエティG・ギャグニーD・グラッデンK・パケットT・ブラナン · スキー（なし） | 8                          | 三                         | T・ローレス                | 右                         | G・マシューズT・ペーニャJ・リンドマンT・ハーT・ローレスO・スミスV・コールマンW・マギーJ・オケンドー（なし） |
| 9                  | 投                 | F・バイオーラ      | 左                 | F・バイオーラT・ロードナーK・ハーベックA・ニューマンG・ガイエティG・ギャグニーD・グラッデンK・パケットT・ブラナン · スキー（なし） | 9                          | 投                         | G・マシューズ              | 右                         | G・マシューズT・ペーニャJ・リンドマンT・ハーT・ローレスO・スミスV・コールマンW・マギーJ・オケンドー（なし） |
| 先発投手           | 先発投手           | 先発投手           | 投球               | F・バイオーラT・ロードナーK・ハーベックA・ニューマンG・ガイエティG・ギャグニーD・グラッデンK・パケットT・ブラナン · スキー（なし） | 先発投手                   | 先発投手                   | 先発投手                   | 投球                       | G・マシューズT・ペーニャJ・リンドマンT・ハーT・ローレスO・スミスV・コールマンW・マギーJ・オケンドー（なし） |
| F・バイオーラ      | F・バイオーラ      | F・バイオーラ      | 左                 | F・バイオーラT・ロードナーK・ハーベックA・ニューマンG・ガイエティG・ギャグニーD・グラッデンK・パケットT・ブラナン · スキー（なし） | G・マシューズ              | G・マシューズ              | G・マシューズ              | 左                         | G・マシューズT・ペーニャJ・リンドマンT・ハーT・ローレスO・スミスV・コールマンW・マギーJ・オケンドー（なし） |

### 第5戦 10月22日
- ブッシュ・スタジアム（ミズーリ州セントルイス）

|                            | 1 | 2 | 3 | 4 | 5 | 6 | 7 | 8 | 9 | R | H  | E |
| -------------------------- | - | - | - | - | - | - | - | - | - | - | -- | - |
| ミネソタ・ツインズ         | 0 | 0 | 0 | 0 | 0 | 0 | 0 | 2 | 0 | 2 | 6  | 1 |
| セントルイス・カージナルス | 0 | 0 | 0 | 0 | 0 | 3 | 1 | 0 | X | 4 | 10 | 0 |

1. 勝利：ダニー・コックス（1勝1敗）
2. セーブ：トッド・ウォーレル（2S）
3. 敗戦：バート・ブライレブン（1勝1敗）
4. 審判
［球審］ケン・カイザー（AL）
［塁審］一塁: テリー・テイタ（NL）、二塁: デーブ・フィリップス（AL）、三塁: リー・ウェイヤー（NL）
［外審］左翼: グレッグ・コスク（AL）、右翼: ジョン・マクシェリー（NL）
5. 試合開始時刻: 中部夏時間（UTC-5）午後7時42分  試合時間: 3時間21分  観客: 5万5347人
詳細: Baseball-Reference.com

| ミネソタ・ツインズ | ミネソタ・ツインズ | ミネソタ・ツインズ  | ミネソタ・ツインズ | ミネソタ・ツインズ | セントルイス・カージナルス | セントルイス・カージナルス | セントルイス・カージナルス | セントルイス・カージナルス | セントルイス・カージナルス                                                                                |
| ------------------ | ------------------ | ------------------- | ------------------ | --- | -------------------------- | -------------------------- | -------------------------- | -------------------------- | --- |
| 打順               | 守備               | 選手                | 打席               | B・ブライレブンT・ロードナーK・ハーベックS・ロンバー · ドージーG・ガイエティG・ギャグニーD・グラッデンK・パケットT・ブラナン · スキー（なし） | 打順                       | 守備                       | 選手                       | 打席                       | D・コックスT・ペーニャD・ドリーセンT・ハーJ・オケンドーO・スミスV・コールマンW・マギーC・フォード（なし） |
| 1                  | 左                 | D・グラッデン       | 右                 | B・ブライレブンT・ロードナーK・ハーベックS・ロンバー · ドージーG・ガイエティG・ギャグニーD・グラッデンK・パケットT・ブラナン · スキー（なし） | 1                          | 左                         | V・コールマン              | 両                         | D・コックスT・ペーニャD・ドリーセンT・ハーJ・オケンドーO・スミスV・コールマンW・マギーC・フォード（なし） |
| 2                  | 遊                 | G・ギャグニー       | 右                 | B・ブライレブンT・ロードナーK・ハーベックS・ロンバー · ドージーG・ガイエティG・ギャグニーD・グラッデンK・パケットT・ブラナン · スキー（なし） | 2                          | 遊                         | O・スミス                  | 両                         | D・コックスT・ペーニャD・ドリーセンT・ハーJ・オケンドーO・スミスV・コールマンW・マギーC・フォード（なし） |
| 3                  | 中                 | K・パケット         | 右                 | B・ブライレブンT・ロードナーK・ハーベックS・ロンバー · ドージーG・ガイエティG・ギャグニーD・グラッデンK・パケットT・ブラナン · スキー（なし） | 3                          | 二                         | T・ハー                    | 両                         | D・コックスT・ペーニャD・ドリーセンT・ハーJ・オケンドーO・スミスV・コールマンW・マギーC・フォード（なし） |
| 4                  | 一                 | K・ハーベック       | 左                 | B・ブライレブンT・ロードナーK・ハーベックS・ロンバー · ドージーG・ガイエティG・ギャグニーD・グラッデンK・パケットT・ブラナン · スキー（なし） | 4                          | 一                         | D・ドリーセン              | 左                         | D・コックスT・ペーニャD・ドリーセンT・ハーJ・オケンドーO・スミスV・コールマンW・マギーC・フォード（なし） |
| 5                  | 三                 | G・ガイエティ       | 右                 | B・ブライレブンT・ロードナーK・ハーベックS・ロンバー · ドージーG・ガイエティG・ギャグニーD・グラッデンK・パケットT・ブラナン · スキー（なし） | 5                          | 中                         | W・マギー                  | 両                         | D・コックスT・ペーニャD・ドリーセンT・ハーJ・オケンドーO・スミスV・コールマンW・マギーC・フォード（なし） |
| 6                  | 右                 | T・ブラナンスキー   | 右                 | B・ブライレブンT・ロードナーK・ハーベックS・ロンバー · ドージーG・ガイエティG・ギャグニーD・グラッデンK・パケットT・ブラナン · スキー（なし） | 6                          | 右                         | C・フォード                | 左                         | D・コックスT・ペーニャD・ドリーセンT・ハーJ・オケンドーO・スミスV・コールマンW・マギーC・フォード（なし） |
| 7                  | 捕                 | T・ロードナー       | 右                 | B・ブライレブンT・ロードナーK・ハーベックS・ロンバー · ドージーG・ガイエティG・ギャグニーD・グラッデンK・パケットT・ブラナン · スキー（なし） | 7                          | 三                         | J・オケンドー              | 両                         | D・コックスT・ペーニャD・ドリーセンT・ハーJ・オケンドーO・スミスV・コールマンW・マギーC・フォード（なし） |
| 8                  | 二                 | S・ロンバードージー | 右                 | B・ブライレブンT・ロードナーK・ハーベックS・ロンバー · ドージーG・ガイエティG・ギャグニーD・グラッデンK・パケットT・ブラナン · スキー（なし） | 8                          | 捕                         | T・ペーニャ                | 右                         | D・コックスT・ペーニャD・ドリーセンT・ハーJ・オケンドーO・スミスV・コールマンW・マギーC・フォード（なし） |
| 9                  | 投                 | B・ブライレブン     | 右                 | B・ブライレブンT・ロードナーK・ハーベックS・ロンバー · ドージーG・ガイエティG・ギャグニーD・グラッデンK・パケットT・ブラナン · スキー（なし） | 9                          | 投                         | D・コックス                | 右                         | D・コックスT・ペーニャD・ドリーセンT・ハーJ・オケンドーO・スミスV・コールマンW・マギーC・フォード（なし） |
| 先発投手           | 先発投手           | 先発投手            | 投球               | B・ブライレブンT・ロードナーK・ハーベックS・ロンバー · ドージーG・ガイエティG・ギャグニーD・グラッデンK・パケットT・ブラナン · スキー（なし） | 先発投手                   | 先発投手                   | 先発投手                   | 投球                       | D・コックスT・ペーニャD・ドリーセンT・ハーJ・オケンドーO・スミスV・コールマンW・マギーC・フォード（なし） |
| B・ブライレブン    | B・ブライレブン    | B・ブライレブン     | 右                 | B・ブライレブンT・ロードナーK・ハーベックS・ロンバー · ドージーG・ガイエティG・ギャグニーD・グラッデンK・パケットT・ブラナン · スキー（なし） | D・コックス                | D・コックス                | D・コックス                | 右                         | D・コックスT・ペーニャD・ドリーセンT・ハーJ・オケンドーO・スミスV・コールマンW・マギーC・フォード（なし） |

### 第6戦 10月24日
- ヒューバート・H・ハンフリー・メトロドーム（ミネソタ州ミネアポリス）

|                            | 1 | 2 | 3 | 4 | 5 | 6 | 7 | 8 | 9 | R  | H  | E |
| -------------------------- | - | - | - | - | - | - | - | - | - | -- | -- | - |
| セントルイス・カージナルス | 1 | 1 | 0 | 2 | 1 | 0 | 0 | 0 | 0 | 5  | 11 | 2 |
| ミネソタ・ツインズ         | 2 | 0 | 0 | 0 | 4 | 4 | 0 | 1 | X | 11 | 15 | 0 |

1. 勝利：ダン・シャッツェダー（1勝）
2. 敗戦：ジョン・テューダー（1敗）
3. 本塁打
STL：トム・ハー1号ソロ
MIN：ドン・ベイラー1号2ラン、ケント・ハーベック1号満塁
4. 審判
［球審］テリー・テイタ（NL）
［塁審］一塁: デーブ・フィリップス（AL）、二塁: リー・ウェイヤー（NL）、三塁: グレッグ・コスク（AL）
［外審］左翼: ジョン・マクシェリー（NL）、右翼: ケン・カイザー（AL）
5. 試合開始時刻: 中部夏時間（UTC-5）午後1時00分  試合時間: 3時間4分  観客: 5万5293人
詳細: Baseball-Reference.com

| セントルイス・カージナルス | セントルイス・カージナルス | セントルイス・カージナルス | セントルイス・カージナルス | セントルイス・カージナルス                                                                                         | ミネソタ・ツインズ | ミネソタ・ツインズ | ミネソタ・ツインズ  | ミネソタ・ツインズ | ミネソタ・ツインズ |
| -------------------------- | -------------------------- | -------------------------- | -------------------------- | --- | ------------------ | ------------------ | ------------------- | ------------------ | --- |
| 打順                       | 守備                       | 選手                       | 打席                       | J・テューダーT・ペーニャD・ドリーセンT・ハーJ・オケンドーO・スミスV・コールマンW・マギーC・フォードT・ペンドルトン | 打順               | 守備               | 選手                | 打席               | L・ストレイカーT・ロードナーK・ハーベックS・ロンバー · ドージーG・ガイエティG・ギャグニーD・グラッデンK・パケットT・ブラナン · スキーD・ベイラー |
| 1                          | 左                         | V・コールマン              | 両                         | J・テューダーT・ペーニャD・ドリーセンT・ハーJ・オケンドーO・スミスV・コールマンW・マギーC・フォードT・ペンドルトン | 1                  | 左                 | D・グラッデン       | 右                 | L・ストレイカーT・ロードナーK・ハーベックS・ロンバー · ドージーG・ガイエティG・ギャグニーD・グラッデンK・パケットT・ブラナン · スキーD・ベイラー |
| 2                          | 遊                         | O・スミス                  | 両                         | J・テューダーT・ペーニャD・ドリーセンT・ハーJ・オケンドーO・スミスV・コールマンW・マギーC・フォードT・ペンドルトン | 2                  | 遊                 | G・ギャグニー       | 右                 | L・ストレイカーT・ロードナーK・ハーベックS・ロンバー · ドージーG・ガイエティG・ギャグニーD・グラッデンK・パケットT・ブラナン · スキーD・ベイラー |
| 3                          | 二                         | T・ハー                    | 両                         | J・テューダーT・ペーニャD・ドリーセンT・ハーJ・オケンドーO・スミスV・コールマンW・マギーC・フォードT・ペンドルトン | 3                  | 中                 | K・パケット         | 右                 | L・ストレイカーT・ロードナーK・ハーベックS・ロンバー · ドージーG・ガイエティG・ギャグニーD・グラッデンK・パケットT・ブラナン · スキーD・ベイラー |
| 4                          | 一                         | D・ドリーセン              | 左                         | J・テューダーT・ペーニャD・ドリーセンT・ハーJ・オケンドーO・スミスV・コールマンW・マギーC・フォードT・ペンドルトン | 4                  | 三                 | G・ガイエティ       | 右                 | L・ストレイカーT・ロードナーK・ハーベックS・ロンバー · ドージーG・ガイエティG・ギャグニーD・グラッデンK・パケットT・ブラナン · スキーD・ベイラー |
| 5                          | 中                         | W・マギー                  | 両                         | J・テューダーT・ペーニャD・ドリーセンT・ハーJ・オケンドーO・スミスV・コールマンW・マギーC・フォードT・ペンドルトン | 5                  | DH                 | D・ベイラー         | 右                 | L・ストレイカーT・ロードナーK・ハーベックS・ロンバー · ドージーG・ガイエティG・ギャグニーD・グラッデンK・パケットT・ブラナン · スキーD・ベイラー |
| 6                          | DH                         | T・ペンドルトン            | 両                         | J・テューダーT・ペーニャD・ドリーセンT・ハーJ・オケンドーO・スミスV・コールマンW・マギーC・フォードT・ペンドルトン | 6                  | 右                 | T・ブラナンスキー   | 右                 | L・ストレイカーT・ロードナーK・ハーベックS・ロンバー · ドージーG・ガイエティG・ギャグニーD・グラッデンK・パケットT・ブラナン · スキーD・ベイラー |
| 7                          | 右                         | C・フォード                | 右                         | J・テューダーT・ペーニャD・ドリーセンT・ハーJ・オケンドーO・スミスV・コールマンW・マギーC・フォードT・ペンドルトン | 7                  | 一                 | K・ハーベック       | 左                 | L・ストレイカーT・ロードナーK・ハーベックS・ロンバー · ドージーG・ガイエティG・ギャグニーD・グラッデンK・パケットT・ブラナン · スキーD・ベイラー |
| 8                          | 三                         | J・オケンドー              | 両                         | J・テューダーT・ペーニャD・ドリーセンT・ハーJ・オケンドーO・スミスV・コールマンW・マギーC・フォードT・ペンドルトン | 8                  | 捕                 | T・ロードナー       | 右                 | L・ストレイカーT・ロードナーK・ハーベックS・ロンバー · ドージーG・ガイエティG・ギャグニーD・グラッデンK・パケットT・ブラナン · スキーD・ベイラー |
| 9                          | 捕                         | T・ペーニャ                | 右                         | J・テューダーT・ペーニャD・ドリーセンT・ハーJ・オケンドーO・スミスV・コールマンW・マギーC・フォードT・ペンドルトン | 9                  | 二                 | S・ロンバードージー | 右                 | L・ストレイカーT・ロードナーK・ハーベックS・ロンバー · ドージーG・ガイエティG・ギャグニーD・グラッデンK・パケットT・ブラナン · スキーD・ベイラー |
| 先発投手                   | 先発投手                   | 先発投手                   | 投球                       | J・テューダーT・ペーニャD・ドリーセンT・ハーJ・オケンドーO・スミスV・コールマンW・マギーC・フォードT・ペンドルトン | 先発投手           | 先発投手           | 先発投手            | 投球               | L・ストレイカーT・ロードナーK・ハーベックS・ロンバー · ドージーG・ガイエティG・ギャグニーD・グラッデンK・パケットT・ブラナン · スキーD・ベイラー |
| J・テューダー              | J・テューダー              | J・テューダー              | 左                         | J・テューダーT・ペーニャD・ドリーセンT・ハーJ・オケンドーO・スミスV・コールマンW・マギーC・フォードT・ペンドルトン | L・ストレイカー    | L・ストレイカー    | L・ストレイカー     | 右                 | L・ストレイカーT・ロードナーK・ハーベックS・ロンバー · ドージーG・ガイエティG・ギャグニーD・グラッデンK・パケットT・ブラナン · スキーD・ベイラー |

### 第7戦 10月25日
- ヒューバート・H・ハンフリー・メトロドーム（ミネソタ州ミネアポリス）

|                            | 1 | 2 | 3 | 4 | 5 | 6 | 7 | 8 | 9 | R | H  | E |
| -------------------------- | - | - | - | - | - | - | - | - | - | - | -- | - |
| セントルイス・カージナルス | 0 | 2 | 0 | 0 | 0 | 0 | 0 | 0 | 0 | 2 | 6  | 1 |
| ミネソタ・ツインズ         | 0 | 1 | 0 | 0 | 1 | 1 | 0 | 1 | X | 4 | 10 | 0 |

1. 勝利：フランク・バイオーラ（2勝1敗）
2. セーブ：ジェフ・リアドン（1S）
3. 敗戦：ダニー・コックス（1勝2敗）
4. 審判
［球審］デーブ・フィリップス（AL）
［塁審］一塁: リー・ウェイヤー（NL）、二塁: グレッグ・コスク（AL）、三塁: ジョン・マクシェリー（NL）
［外審］左翼: ケン・カイザー（AL）、右翼: テリー・テイタ（NL）
5. 試合開始時刻: 中部夏時間（UTC-5）午後7時26分  試合時間: 3時間4分  観客: 5万5376人
詳細: Baseball-Reference.com

| セントルイス・カージナルス | セントルイス・カージナルス | セントルイス・カージナルス | セントルイス・カージナルス | セントルイス・カージナルス                                                                                   | ミネソタ・ツインズ | ミネソタ・ツインズ | ミネソタ・ツインズ  | ミネソタ・ツインズ | ミネソタ・ツインズ |
| -------------------------- | -------------------------- | -------------------------- | -------------------------- | --- | ------------------ | ------------------ | ------------------- | ------------------ | --- |
| 打順                       | 守備                       | 選手                       | 打席                       | J・マグレーンS・レイクJ・リンドマンT・ハーT・ローレスO・スミスV・コールマンW・マギーJ・オケンドーT・ペーニャ | 打順               | 守備               | 選手                | 打席               | F・バイオーラT・ロードナーK・ハーベックS・ロンバー · ドージーG・ガイエティG・ギャグニーD・グラッデンK・パケットT・ブラナン · スキーD・ベイラー |
| 1                          | 左                         | V・コールマン              | 両                         | J・マグレーンS・レイクJ・リンドマンT・ハーT・ローレスO・スミスV・コールマンW・マギーJ・オケンドーT・ペーニャ | 1                  | 左                 | D・グラッデン       | 右                 | F・バイオーラT・ロードナーK・ハーベックS・ロンバー · ドージーG・ガイエティG・ギャグニーD・グラッデンK・パケットT・ブラナン · スキーD・ベイラー |
| 2                          | 遊                         | O・スミス                  | 両                         | J・マグレーンS・レイクJ・リンドマンT・ハーT・ローレスO・スミスV・コールマンW・マギーJ・オケンドーT・ペーニャ | 2                  | 遊                 | G・ギャグニー       | 右                 | F・バイオーラT・ロードナーK・ハーベックS・ロンバー · ドージーG・ガイエティG・ギャグニーD・グラッデンK・パケットT・ブラナン · スキーD・ベイラー |
| 3                          | 二                         | T・ハー                    | 両                         | J・マグレーンS・レイクJ・リンドマンT・ハーT・ローレスO・スミスV・コールマンW・マギーJ・オケンドーT・ペーニャ | 3                  | 中                 | K・パケット         | 右                 | F・バイオーラT・ロードナーK・ハーベックS・ロンバー · ドージーG・ガイエティG・ギャグニーD・グラッデンK・パケットT・ブラナン · スキーD・ベイラー |
| 4                          | 一                         | J・リンドマン              | 右                         | J・マグレーンS・レイクJ・リンドマンT・ハーT・ローレスO・スミスV・コールマンW・マギーJ・オケンドーT・ペーニャ | 4                  | 三                 | G・ガイエティ       | 右                 | F・バイオーラT・ロードナーK・ハーベックS・ロンバー · ドージーG・ガイエティG・ギャグニーD・グラッデンK・パケットT・ブラナン · スキーD・ベイラー |
| 5                          | 中                         | W・マギー                  | 両                         | J・マグレーンS・レイクJ・リンドマンT・ハーT・ローレスO・スミスV・コールマンW・マギーJ・オケンドーT・ペーニャ | 5                  | DH                 | D・ベイラー         | 右                 | F・バイオーラT・ロードナーK・ハーベックS・ロンバー · ドージーG・ガイエティG・ギャグニーD・グラッデンK・パケットT・ブラナン · スキーD・ベイラー |
| 6                          | DH                         | T・ペーニャ                | 右                         | J・マグレーンS・レイクJ・リンドマンT・ハーT・ローレスO・スミスV・コールマンW・マギーJ・オケンドーT・ペーニャ | 6                  | 右                 | T・ブラナンスキー   | 右                 | F・バイオーラT・ロードナーK・ハーベックS・ロンバー · ドージーG・ガイエティG・ギャグニーD・グラッデンK・パケットT・ブラナン · スキーD・ベイラー |
| 7                          | 右                         | J・オケンドー              | 両                         | J・マグレーンS・レイクJ・リンドマンT・ハーT・ローレスO・スミスV・コールマンW・マギーJ・オケンドーT・ペーニャ | 7                  | 一                 | K・ハーベック       | 左                 | F・バイオーラT・ロードナーK・ハーベックS・ロンバー · ドージーG・ガイエティG・ギャグニーD・グラッデンK・パケットT・ブラナン · スキーD・ベイラー |
| 8                          | 三                         | T・ローレス                | 右                         | J・マグレーンS・レイクJ・リンドマンT・ハーT・ローレスO・スミスV・コールマンW・マギーJ・オケンドーT・ペーニャ | 8                  | 捕                 | T・ロードナー       | 右                 | F・バイオーラT・ロードナーK・ハーベックS・ロンバー · ドージーG・ガイエティG・ギャグニーD・グラッデンK・パケットT・ブラナン · スキーD・ベイラー |
| 9                          | 捕                         | S・レイク                  | 右                         | J・マグレーンS・レイクJ・リンドマンT・ハーT・ローレスO・スミスV・コールマンW・マギーJ・オケンドーT・ペーニャ | 9                  | 二                 | S・ロンバードージー | 右                 | F・バイオーラT・ロードナーK・ハーベックS・ロンバー · ドージーG・ガイエティG・ギャグニーD・グラッデンK・パケットT・ブラナン · スキーD・ベイラー |
| 先発投手                   | 先発投手                   | 先発投手                   | 投球                       | J・マグレーンS・レイクJ・リンドマンT・ハーT・ローレスO・スミスV・コールマンW・マギーJ・オケンドーT・ペーニャ | 先発投手           | 先発投手           | 先発投手            | 投球               | F・バイオーラT・ロードナーK・ハーベックS・ロンバー · ドージーG・ガイエティG・ギャグニーD・グラッデンK・パケットT・ブラナン · スキーD・ベイラー |
| J・マグレーン              | J・マグレーン              | J・マグレーン              | 左                         | J・マグレーンS・レイクJ・リンドマンT・ハーT・ローレスO・スミスV・コールマンW・マギーJ・オケンドーT・ペーニャ | F・バイオーラ      | F・バイオーラ      | F・バイオーラ       | 左                 | F・バイオーラT・ロードナーK・ハーベックS・ロンバー · ドージーG・ガイエティG・ギャグニーD・グラッデンK・パケットT・ブラナン · スキーD・ベイラー |

## アメリカンフットボールのシーズンへの影響

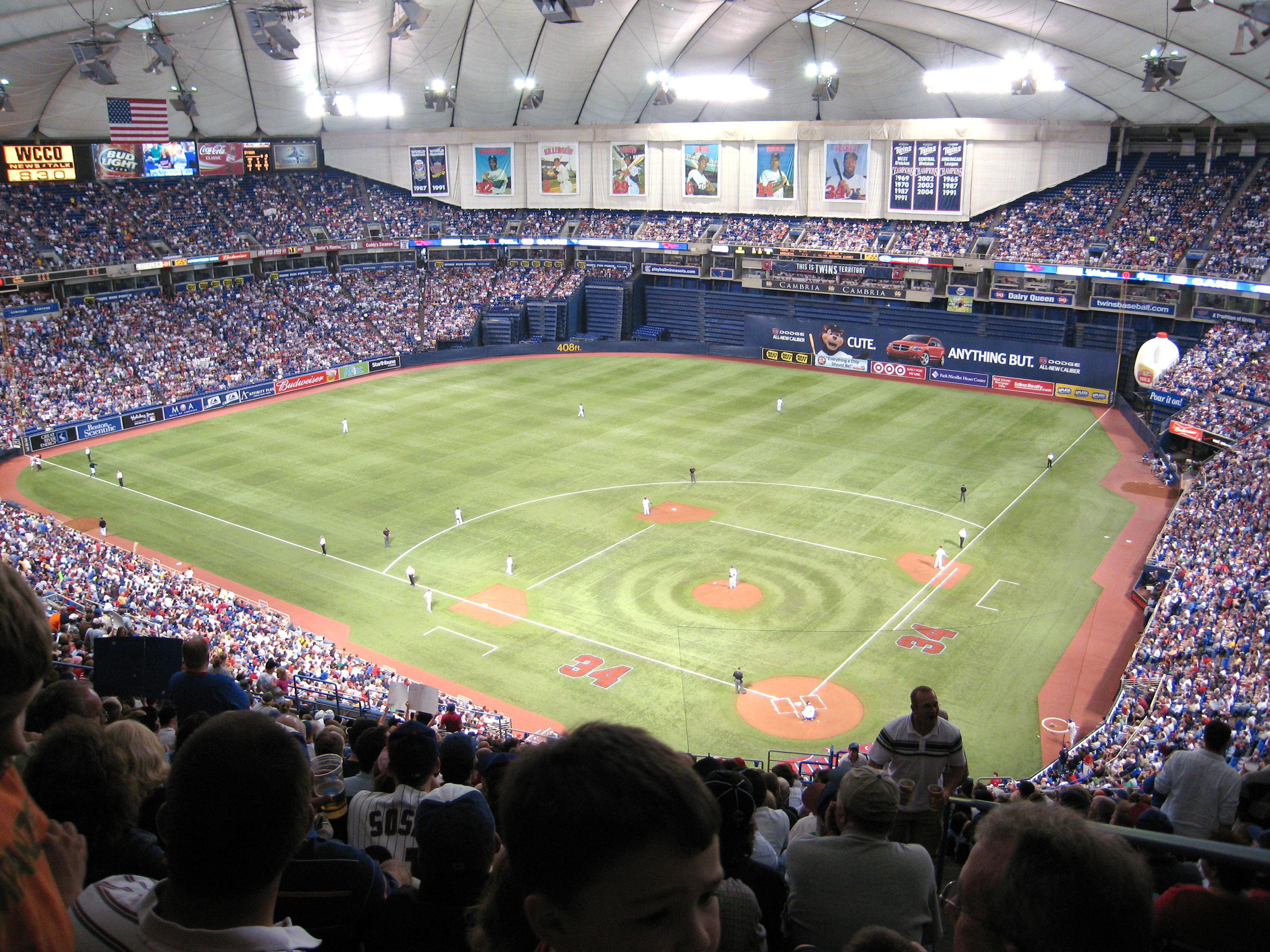
野球開催時のメトロドーム（写真は6月24日撮影）。この写真では外野席上部を右翼から中堅にかけて塞いでいるが、1987年シリーズ当時はその部分も開放していた

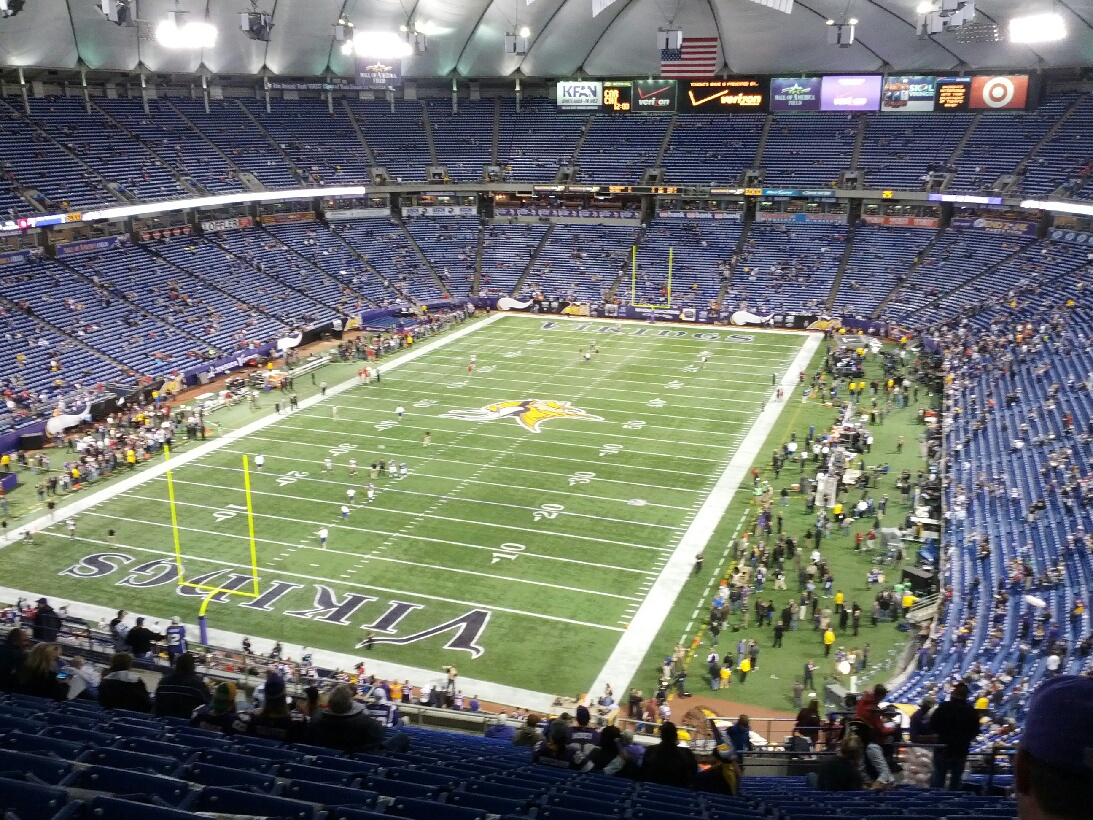
アメフト開催時のメトロドーム（写真は2012年10月25日撮影）

今シリーズでは、土曜日・日曜日の試合がツインズの本拠地ヒューバート・H・ハンフリー・メトロドームで開催された。この競技場は野球専用球場ではなく、アメリカンフットボールでも使用され、NFLのミネソタ・バイキングスやカレッジフットボールのミネソタ・ゴールデンゴーファーズ（ミネソタ大学ツインシティー校）も本拠地としていた。アメリカ合衆国では9月に入る頃からアメフトのシーズンが開幕し、主に土曜日にカレッジフットボールが、日曜日にNFLの試合が行われる。そのため、今シリーズの開催に際し、アメフトの試合で日程や開催地の変更が相次いだ。
10月17日（土）
ゴールデンゴーファーズがインディアナ・フージャーズ（インディアナ大学ブルーミントン校）を迎えて試合を行う予定だったが、開催日を前日16日に前倒しした。このシーズンのゴールデンゴーファーズは開幕から5連勝中と好調なうえ、インディアナ戦は卒業生らを招いて歓待する "ホームカミング" の試合でもあった。しかし、試合に向けての盛り上がりはツインズのシリーズ進出の影に隠れ、前年と比べて今ひとつとの声が学内であがった。試合はゴールデンゴーファーズが17－18で敗れ、シーズン初黒星を喫した。
10月18日（日）
NFLのシーズン第6週、タンパベイ・バッカニアーズ対バイキングス戦がメトロドームで開催予定だった。両チームは同じNFC中地区（当時）に在籍しているため、レギュラーシーズンではホーム・アンド・アウェーで2回対戦する。この年は1回目の対戦がメトロドームで、2回目の対戦が11月15日にバッカニアーズの本拠地タンパ・スタジアム（フロリダ州タンパ）で組まれていた。そのため両チームは2試合の開催地を入れ替え、10月18日の試合をタンパ・スタジアムで、11月15日の試合をメトロドームで行うことにした。10月18日はバッカニアーズが20－10で勝利し、11月15日はバイキングスが23－17で雪辱した。
10月24日（土）
この日、ゴールデンゴーファーズはオハイオ州コロンバスへ遠征し、オハイオステート・バックアイズ（オハイオ州立大学）と敵地オハイオ・スタジアムで対戦した。したがってシリーズ第6戦のメトロドーム開催による影響はなかった。シリーズの全米テレビ中継を行うABCは、もしシリーズが5戦以内で決着した場合、消滅した第6戦の代わりにこのゴールデンゴーファーズ対オハイオステート戦を放送する予定だった。
10月25日（日）
前週同様、この日もメトロドームでは元々バイキングスの試合が組まれていた。この日の対戦相手はデンバー・ブロンコスだった。ブロンコスはバッカニアーズと違いAFC西地区在籍のため、この年バイキングスとの試合は1試合しか組まれておらず、前週のような開催地交換ができない。そのため、この試合は開催日を翌26日に変更した。メトロドームを所有・管理するメトロポリタン・スポーツ施設委員会とバイキングスは、ワールドシリーズとバイキングスの試合が重なった場合「必要に応じて（if necessary）」前者を優先する、という条件で利用契約を締結していたため、バイキングスGMのマイク・リンは同日2競技開催の可能性を示唆していたが、結局これは実現しなかった。バイキングスは34－27でブロンコスに勝利した。
この試合のテレビ中継は、当初の予定通り25日開催の場合はNBCが行うが、26日に変更された場合は放映権がABC『マンデーナイトフットボール』（MNF）へ移ることになった。MNFは当日、バイキングスの本拠地ミネソタ州ミネアポリス・セントポール都市圏とブロンコスの本拠地コロラド州デンバーでのみブロンコス対バイキングス戦を、残りのアメリカ合衆国内ではロサンゼルス・ラムズ対クリーブランド・ブラウンズ戦を放送した。MNFが放送地域を分けて2試合を同時中継したのは、これが初めてだった。